# Аріадна (кратер)
Аріадна — кратер в області Ейстли на Венері.
Діаметр Аріадни дорівнює 23,6 км (оцінка Інститута Місяця і планет — 20,8 км). Ширина валу — 3 км, діаметр центральної гірки — 6 км. Кратер оточує область викидів середньою шириною 17 км, а на південь від нього відходить потік застиглої лави довжиною 76 км.
Центральний пік Аріадни з початку 1980-х років визначає нульовий меридіан Венери (раніше його визначав кратер Єва).
Названий на честь давньогрецької міфічної героїні Аріадни. Назва затверджено МАС в 1985 році.
Кратер містить гряди, однак поки що невідомо чи вони сформувалися до утворення кратера чи після.